# We Want Moore!
We Want Moore! – album koncertowy wydany w 1984 roku w wytwórni Virgin Records. Wszystkie utwory – oprócz "Shapes of Things to Come" – są autorstwa Gary'ego Moore'a.

## Lista utworów
1. "Murder in the Skies" (Gary Moore, Neil Carter) - 5:32
2. "Shapes of Things to Come " (Paul Samwell-Smith, Keith Relf, Jim McCarty) – 8:16
3. "Victims of the Future" (Gary Moore, Neil Carter, Ian Paice, Neil Murray) – 8:28
4. "Cold Hearted" – 10:37
5. "End of the World" – 4:33
6. "Back on the Streets" – 5:27
7. "So Far Away" (Mo Foster, Ray Russell)– 2:41
8. "Empty Rooms" (Gary Moore, Neil Carter) – 8:28
9. "Don't Take Me for a Loser" – 5:49
10. "Rockin' and Rollin'" (Gary Moore, Mark Nauseef) – 6:38

## Skład zespołu
1. Gary Moore - gitara, śpiew, produkcja
2. Neil Carter - gitara, instrumenty klawiszowe, śpiew
3. Bobby Chouinard - perkusja
4. Craig Gruber - gitara basowa
5. Malcolm Hill - gitara
6. Jimmy Nail - śpiew
7. Ian Paice - perkusja
8. Tony Platt - akustyk